# Molen van Kamerijck
De Molen van Kamerijck is een voormalige watermolen op de Molenbeek, gelegen aan de Kamerijckstraat 9 te Gingelom.
Het betrof een bovenslagmolen die fungeerde als korenmolen.
Reeds in 1653 werd schriftelijk melding gemaakt van een molen op deze plaats. Hij was eigendom van de Abdij van Nonnenmielen. De molen maakte onderdeel uit van de Hoeve Kamerijck. Omstreeks 1795 werd hij onteigend en verkocht aan een particulier. Van 1871 tot 1953 was de molen in bezit van de adellijke familie Looz-Corswarem, waarna ze weer in het bezit van landbouwers kwam. In 1955 werd het molenaarshuis verbouwd en in gebruik genomen als woonhuis. Het rad werd verwijderd.
In 2009 vond er een verwoestende brand plaats in het woonhuis.